# ریچارد گان (بازیگر)
ریچارد گان (انگلیسی: Richard Gunn؛ زادهٔ ۲۳ می ۱۹۷۵) یک هنرپیشه اهل ایالات متحده آمریکا است. او بیشتر به خاطر ایفای نقش کالوین «اسکچی» تئودور در سریال فرشته تاریکی (۲۰۰۰–۲۰۰۲) شهرت دارد. همچنین او پسرخوانده آهنگساز ارل هیگن می‌باشد.
از دیگر آثار بازیگری او می‌توان به فیلم‌های تنگنا (۲۰۱۵)، صدا (۲۰۱۷) و رحم (۲۰۱۹) اشاره کرد.

## زندگی شخصی
بین سال‌های سال ۲۰۰۸ تا ۲۰۱۱، گان از صنعت سرگرمی فاصله گرفت و در مزرعه ای در نزدیکی پارک ملی سکویا با نامزد، نویسنده و تهیه‌کننده آن زمان خود جنا متیسون زندگی کرد. متیسون و گان در ۱۴ فوریه ۲۰۱۳ ازدواج کردند، و در حال حاضر در لس آنجلس، کالیفرنیا زندگی می‌کنند.